# Spokojny Amerykanin (powieść)
Spokojny Amerykanin (ang. The Quiet American) – powieść brytyjskiego pisarza Grahama Greene’a z 1955 roku, wydana w przekładzie polskim Jacka Woźniakowskiego w 1956 roku.
Powieść Grahama Greene’a „Spokojny Amerykanin” to głęboko refleksyjna historia osadzona w Wietnamie lat 50. XX wieku, podczas konfliktu francusko-wietnamskiego. Pisarz był korespondentem wojennym w Wietnamie w latach 1951–1954. Relacje publikował na łamach „The Times” i „Le Figaro”. Doświadczenia z Wietnamu wpłynęły na ukształtowanie fabuły i tła historycznego powieści.

## Fabuła
Fabuła osadzona jest w 1952 roku w Sajgonie, w Wietnamie, podczas wojny francusko-wietnamskiej. Thomas Fowler jest brytyjskim dziennikarzem po pięćdziesiątce, który przez ponad dwa lata pracował jako reporter wojenny. Poznaje młodego amerykańskiego idealistę o imieniu Alden Pyle, agenta CIA pracującego pod przykrywką. Pyle opiera swoje życie i poglądy na książkach Yorka Hardinga dotyczących polityki zagranicznej, nie mając żadnego rzeczywistego doświadczenia w kwestiach związanych z Azją Południowo-Wschodnią. Teoria Hardinga zakłada, że ani komunizm, ani kolonializm nie sprawdzają się w krajach takich jak Wietnam, ale najlepiej sprawdza się „trzecia siła”, bazująca na tradycji. Kiedy spotykają się po raz pierwszy, poważny Pyle prosi Fowlera, aby pomógł mu lepiej poznać kraj, ale cyniczny realizm starszego mężczyzny nie daje mu spokoju. Pyle jest pewien, że Ameryka może powierzyć władzę „Trzeciej Sile”, ale niewiele wie o Indochinach i ujmuje je w kategoriach teoretycznych.
Fowler ma kochankę, Fuong, która mieszka z nim od dwudziestu lat i wcześniej była tancerką. Zamiarem jej siostry jest zaaranżowanie dla Fuong małżeństwa, które będzie korzystne dla niej i jej rodziny. Siostra nie pochwala ich związku, ponieważ Fowler jest już żonaty i jest ateistą. Podczas kolacji z Fowlerem i Fuong, Pyle poznaje jej siostrę.
Fowler udaje się do Phat Diem, aby być świadkiem bitwy. Pyle udaje się tam, aby powiedzieć mu, że jest zakochany w Fuong od pierwszej nocy, kiedy ją zobaczył, i że chce się z nią ożenić. Następnego dnia Pyle wyjeżdża. Fowler otrzymuje list od Pyle’a, w którym ten dziękuje mu za jego postawę. List denerwuje Fowlera, ponieważ Pyle jest arogancki i pewny siebie, że Fuong opuści Fowlera, aby go poślubić. Tymczasem redaktor Fowlera chce, aby wrócił on do Anglii.
Pyle odwiedza rezydencję Fowlera i prosi Fuong, aby dokonała wyboru między nimi. Wybiera Fowlera, nieświadoma, że zbliża się jego wyjazd z Wietnamu. Fowler pisze do żony list z prośbą o rozwód w obecności Fuong.
Fowler i Pyle spotykają się ponownie na terenie objętym wojną. Trafiają do wieży strażniczej, gdzie rozmawiają na różne tematy: od doświadczeń seksualnych po religię. Ich obecność zagraża strażnikom, gdyż może stać się przyczyną ataku ze strony Viet Minhu. Pyle ratuje życie Fowlerowi, gdy uciekają. Fowler wraca do Sajgonu, gdzie mówi Fuong, że jego żona się z nim rozwiedzie. Pyle ujawnia kłamstwo i Fuong musi ponownie wybierać między nim a Fowlerem. Fuong podchodzi do swoich interesów realistycznie i bez sentymentów. Zamieszkuje u Pyle’a. Fowler pisze do swojego redaktora, który decyduje, że może on zostać w Indochinach jeszcze przez rok. Fowler udaje się na pole bitwy, aby być świadkiem wydarzeń.
Kiedy Fowler wraca do Sajgonu, odwiedza Pyle’a, aby się z nim skonfrontować, ale go nie zastaje. Pyle przychodzi później na drinka i rozmawiają o jego zbliżającym się ślubie z Fuong. W tym samym tygodniu doszło do eksplozji ładunku wybuchowego umieszczonego na rowerze, w wyniku której zginęło wielu niewinnych cywilów. Fowler zdaje sobie sprawę, że Pyle był w to zamieszany. Amerykanin sprzymierzył się z generałem Thé, dowódcą-renegatem, którego przygotowywał do dowodzenia „Trzecią Siłą” opisaną w książce Hardinga. Pyle sprowadza nieszczęście na niewinnych ludzi, będąc cały czas przekonanym, że przynosi do Wietnamu „trzecią drogę”. Fowler przeżywa konflikt emocjonalny w związku z tym odkryciem, ale ostatecznie decyduje się pomóc w zamordowaniu Pyle’a. Chociaż policja podejrzewa, że Fowler ma coś wspólnego ze sprawą, nie jest w stanie tego udowodnić. Fuong wraca do Fowlera, jakby nic się nie wydarzyło. W ostatnim rozdziale Fowler otrzymuje telegram od żony, w którym informuje ona, że zmieniła zdanie i zamierza złożyć wniosek o rozwód. Powieść kończy się przemyśleniami Fowlera na temat pierwszego spotkania z Pyle’em i jego śmierci.

## Polskie wydania
Powieść Greene’a została przetłumaczona na język polski i kilkukrotnie wydawana:
- 1956 – Jacek Woźniakowski (tłum.), Wojciech Żukrowski (przedm.), Aleksander Kobzdej (ilustr.): Spokojny Amerykanin. Warszawa: Pax, s. 265.
- 1966 – Jacek Woźniakowski (tłum.), Wojciech Żukrowski (przedm.): Spokojny Amerykanin. Wyd. 2. Warszawa: Pax, s. 221. OCLC 830913565.
- 1995 – Jacek Woźniakowski (tłum.): Spokojny Amerykanin. Warszawa: Prószyński i S-ka, s. 223, seria: Biblioteczka Konesera. ISBN 83-85661-87-5. OCLC 750703044.
- 2004 – Jacek Woźniakowski (tłum.): Spokojny Amerykanin. Warszawa: Muza, s. 238. ISBN 83-7200-644-X. OCLC 830553098.
- 2012 – Ewa Penksyk-Kluczkowska (tłum.): Spokojny Amerykanin. Katowice: Wydawnictwo Sonia Draga, s. 258. ISBN 978-83-7508-478-8. OCLC 1414126656.

W 2004 roku Spokojny Amerykanin w tłumaczeniu Jacka Woźniakowskiego wydany został w formie dźwiękowej przez Zakład Nagrań i Wydawnictw Związku Niewidomych (TK 5317 – 8 kaset, 480 min.). Nagrania dokonał Ksawery Jasieński.

## Ekranizacje
Istnieją dwie ekranizacje: pierwsza z 1958 roku w reżyserii Josepha L. Mankiewicza z Audiem Murphym i Michaelem Redgrave’em oraz druga z 2002 roku w reżyserii Phillipa Noyce’a z Michaelem Caine’em i Brendanem Fraserem. Oba filmy różnią się podejściem do oryginalnej antywojennej narracji Greene’a.